# マクソフォーネ
マクソフォーネ（Maxophone）は、1973年にミラノで結成されたイタリアのプログレッシブ・ロック・バンドである。1975年にセルフタイトルのアルバムを1枚リリースした。それ以来、マクソフォーネは、短いキャリアが終わった後も、30年以上にわたって続くマイナーなカルト的人気を獲得した。
イタリアン・プログレッシブ・ロックというジャンルのファンの間で、マクソフォーネは今日、PFM、レ・オルメ、バンコ・デル・ムトゥオ・ソッコルソと並んでトップ・グループの1つとして広く認められている。グループとレコード・レーベルは、自分たちには大きな成功の可能性があると考えていた。彼らは、アルバムの英語版を録音する機会を得た数少ないグループの1つであった。
マクソフォーネの音楽には、非常に高いレベルの音楽スキル、シフトする拍子記号、クラシック音楽とジャズの両方にインスパイアされた非常に複雑なアレンジなど、最高のシンフォニック・ロックに典型的な特徴がある。メンバーの半分はクラシックの訓練を受けており、残るメンバーは他のロック・バンドにおける何年もの経験を持っていた。彼らの音楽にはさまざまなテクスチャーがあり、同じ曲に含まれることがよくある。管楽器やフルートは、ピアノ、オルガン、シンセサイザー、エレクトリックギター、アコースティックギターと等しくバランスが取れている。また、合唱のアレンジや、クラリネット、ヴィブラフォン、さらにはハープなど、ロックではめったに聴かれない楽器も含まれている。
アルバムの最初のバージョンはイタリア語のアルバムとして、イタリア国内でリリースされた。Produttori Associatiレーベルは、このアルバムの英語版をドイツ、アメリカ、カナダにおいて傘下のPausa Recordsからリリースした。英語版では曲の順番が異なり、リミックスされており、音楽の細かいところが異なっている。バンドは英語版がより多くの聴衆に開かれることを望んでいたが、そうはならなかった。しかし、彼らは1976年に有名なモントルー・ジャズ・フェスティバルに出演するよう招かれた。
グループは、アルバムに続き、1977年に「Il Fischio del Vapore (蒸気の汽笛)」裏面「Cono di Gelato (アイスクリーム・コーン)」というタイトルのイタリア語のみで歌われた、ややポップ志向のシングルを発表した。アルバムのCD再発されたいくつかのバージョンにこの2曲が追加されている。マクソフォーネはシングルのリリース後すぐに解散し、アルバムが芸術的かつ批評的な成功を収めたにもかかわらず、何年もの間、再結成を行わなかった。

## 再発見
1990年代初頭、マクソフォーネの音楽はプログレッシブ・ロックの聴衆によって再発見され、アルバムの両方のバージョンがメロウ・レコードからCDとして再発された。2001年には、Akarma Recordsからイタリア語のアルバムがレコード盤でもリリースされた。2006 年にDVDとCDのセットで『フロム・コクーン・トゥ・バタフライ』が制作された。これには、トリノにあるRAIスタジオで演奏するグループの貴重なビデオ映像と、1973年から1975年の間に行われた10曲のスタジオ録音とバンドのインタビューが含まれている。
懐古の時期を経て、2008年初めにオリジナル・メンバー2人を含む新しいバージョンのマクソフォーネが再編成された。

## ディスコグラフィ

### アルバム
- 『生命の故郷 (いのちのふるさと)』 - Maxophone (1975年)
- 『生命の故郷〜英語ヴァージョン』 - Maxophone (English version) (1975年)
- 『フロム・コクーン・トゥ・バタフライ』 - From Cocoon to Butterfly (2006年) ※CD&DVD
- 『生命の故郷2013〜ライヴ・アット・クラブ・チッタ』 - Live in Tokyo (2013年)
- 『雲の工場』 - La Fabbrica delle Nuvole (2017年、AMS)[1]